# Billy Davenport
Billy Davenport (* 23. April 1931 in Chicago, Illinois; † 24. Dezember 1999) war ein US-amerikanischer Blues-Schlagzeuger.
Nachdem Davenport im Alter von zehn Jahren ein Paar alter Drumsticks in einer Straße gefunden hatte, entschloss er sich Schlagzeuger zu werden. Er spielte zuerst nur auf alten Dosen, doch auf der Oberschule bekam er dann richtige Schlagzeug-Stunden. Später spielte er in verschiedenen Jazz-Bands. Im Jahre 1949 studierte er ein Jahr lang Musik. Schon bald spielte er mit Jazz-Größen wie Bob Hadley, Leo Parker, Neal Anderson, Tampa Red, Slam Stewart und Sonny Stitt. Zu seinen frühen Einflüssen zählen Gene Krupa, Art Blakey, Louie Bellson und Max Roach.
Von 1951 bis 1955 diente Davenport in der US Navy. Da das Interesse am Jazz inzwischen deutlich nachließ, sattelte Davenport nun auf Blues um. In den späten 1950er und frühen 1960er Jahren spielte er unter anderem mit Howlin’ Wolf, Muddy Waters, Freddy King, James Cotton, Otis Rush, Billy Boy Arnold, Dusty Brown, Ernie Fields, Junior Wells, Mighty Joe Young, Little Mack Simmons und Syl Johnson.
1964 lernte Davenport dann Paul Butterfield kennen. Nachdem Sam Lay 1965 die Butterfield Blues Band verlassen hatte, wurde Davenport sein Nachfolger. Nachdem er drei Jahre lang mit der BBB gespielt hatte, verabschiedete er sich 1968 vorerst von der Musikszene. Doch schon 1972 begann er wieder zu spielen. Bis 1974 spielte er unter anderem mit Willie Dixon, Jimmy Dawkins und Buster Benton. Danach setzte er sich erneut zur Ruhe, bis er sich 1981 dem Pete Baron Jazztet anschloss.
| Personendaten    | Personendaten                  |
| ---------------- | ------------------------------ |
| NAME             | Davenport, Billy               |
| KURZBESCHREIBUNG | US-amerikanischer Schlagzeuger |
| GEBURTSDATUM     | 23. April 1931                 |
| GEBURTSORT       | Chicago, Illinois              |
| STERBEDATUM      | 24. Dezember 1999              |